# Pokretni dvorac (2004.)
Pokretni dvorac (jap. Hauru no Ugoku Shiro; eng. Howl's Moving Castle) je anime film fantastike iz 2004. kojeg je režirao Hayao Miyazaki. To je Miyazakijev deveti dugometražni film.

## Ekipa
Režija: Hayao Miyazaki
Glasovi: Chieko Baisho (Sophie), Takuya Kimura (Hauru), Tatsuya Gashuin (Kalcifer), Ryunosuke Kamiki (Markl) i drugi.

## Sinkronizacija
- Uloge:
- Antonija Stanišić - Sophija Hatter i djevojčica
- Franjo Dijak - Vihor/Kralj
- Dean Krivačić - Markl, građanin, sluga i plavokosi dječak
- Daria Lorenci - gđa. Suliman, duša i Madge
- Amar Bukvić - princ Repoglavi, vojnik, čovjek kroz kutije, vojnik s plaštem, građanin i vozač
- Robert Ugrina - građanin, vojnik, čovjek s vrećom, kočijaš, gradonačelnik, starac, prodavač, kralj i policajac
- Nataša Janjić - Lettie, vještica od pustoši i djevojčica
- Filip Juričić - Kalcifer i građanin

- Ton majstor: Slaven Vujnović
- Obrada: Orlando Film

## Radnja
U nekoj izmišljenoj zemlji živi plaha i povučena mlada djevojka Sophie, koja radi u trgovini šešira svoje mame. Iako mlada, ona ne uživa u svojem životu, nema volje ni ambicija i zbog nekog razloga nema nikakve strasti za ičim. Jednog dana ju mladi čarobnjak Howl spasi od dva vojnika koji su je gnjavili, ali nestane bez traga. Te večeri Sophie u trgovini sretne razmaženu vješticu pustoši koja ju bez nekog očitog razloga pretvori u staricu. Probudivši se sutradan u svojem krevetu, sada stara Sophie iz srama pobjegne od svoje kuće i uputi se prema planini.
Tamo upadne u hodajući, pokretni dvorac i upozna vatreno biće Kalcifera, koji daje energiju motoru u dvorcu, te malog pomoćnika Markla. Oni rade upravo za čarobnjaka Howla, ali on nije prepoznao Sophie a ona mu zbog prokletstva ništa ne može reći. Ipak, on ju primi u svoj dvorac i ona odluči pospremiti neuredne sobe. U međuvremenu, u zemlji je izbio rat jer je nestao princ, pa je Howl pozvan da kao i svaki čarobnjak vrši svoju dužnost i pomogne svojoj domovini u ratu. No njega traži gđa. Suliman, njegova bivša profesorica, a on ju želi izbjegavati. Sophie pak primijeti da se počinje pomlađivati kada u nečemu otkrije privrženost...

## Nagrade
- Nominacija za Oscara (najbolji animirani film).
- Nominiran za nagradu Saturn (najbolji animirani film).
- Osvojena nagrada Mainichi Film Concours (najbolji film).
- Osvojen New York Film Critics Circle Award (najbolji animirani film).

## Kritika
"Pokretni dvorac", trenutno posljednji film Hayaoa Miyazakija, i zanimljivo, nastao ne po njegovoj originalnoj ideji nego po dječjoj knjizi "Howl's moving castle" koju je napisala Diana Wynn Jones, je bio dosta razvikan kod kritičara. Iako ga je većina hvalila, bilo je puno primjedbi da je Miyazaki nakon hvaljenih animea "Princeza Mononoke" i "Avanture male Chihiro" ispao iz forme i upao previše u svojevoljnu surealnost bez prave uzročno-posljedične niti. Čak je i slavni američki kritičar Roger Ebert, koji je prethodna dva anime ostvarenja Miyazakija ocijenio s 4 od 4 zvijezde, ovom filmu dao samo 2.5 od 4 zvijezde te ga nije preporučio zaključivši da je izgubio strpljenje za priču. Ipak, većina je kritičara film hvalila, ističući njegovu maštovitost, humanost, živopisne likove (vatreno biće Kalcifer, zgodni čarobnjak Hauru) i simboličnu priču o mladoj djevojci Sophie koja nije imala volje za životom sve dok nije pretvorena u 90-godišnju staricu i počela tražiti ljepotu i privrženost u onome što joj je ostalo, što će je dovesti do sretnog kraja. U svojoj recenziji filma kritičar Kain na siteu Animeacademy.com je napisao: "Primijetio sam donekle uznemirujuć trend kako se poznati redatelj Miyazaki bliži kraju svoje karijere; njegovi najnoviji anime filmovi su usredotočeni toliko snažno na veličanstvene scene elaboriranog vizualnog stila u sklopu šarenih boja da se često šire na račun uravnoteženog narativnog toka i tihih trenutaka...Iako je ovo sigurno veliki film studija Ghibi, nisam si mogao pomoći ne osjetiti da pokušava doseći toliko više nego što je u završnici ostvario. Pokušava žonglirati s previše sastojaka pa mu povremeno neki dio ispadne. Možda je to problem "Pokretnog dvorca", jer neki od najboljih animea uzimaju jednostavniji pristup i rade unutar tih komponenti".

## Vanjske poveznice
- Službena stranica
- Pokretni dvorac na Nausicaa.net
- Pokretni dvorac u internetskoj bazi filmova IMDb-a
- Rottentomatoes.com
- Animeacademy.com